# Campionato croato di pallamano maschile
Il campionato croato di pallamano maschile è l'insieme dei tornei istituiti ed organizzati dalla Federazione di pallamano della Croazia.

La prima stagione si disputò nel 1992; dall'origine a tutto il 2020-21 si sono tenute 30 edizioni del torneo.

La squadra che vanta il maggior numero di campionati vinti è il RK Zagreb con 29 titoli: essa ha vinto tutti i campionati disputati fino ad ora.

L'attuale squadra campione in carica è il RK Zagreb che ha vinto l'edizione 2020-21.

Il torneo di primo livello del campionato è denominato Premjier Liga ed è conosciuto come Paket24 Premijer Liga per motivi di sponsorizzazione.

## Premjier Liga
La Premjier Liga è il massimo campionato maschile e si svolge tra 16 squadre.

Si compone di una stagione regolare in cui i club si affrontano in due gironi all'italiana (Grupa A e Grupa B) con partite di andata e ritorno; successivamente le squadre classificate dal 1º al 3º posto in classifica disputano la seconda fase con un girone di sola andata per il titolo.

La squadra 1ª classificata al termine della seconda fase è proclamata campione di Croazia.
Le squadre classificate dal 4º all'8º posto in classifica disputano la seconda fase con un girone di sola andata per non retrocedere.

### Squadre partecipanti al campionato 2021-2022

#### Grupa A
- Dubrava
- Gorica
- Karlovac
- Parenzo
- Rudar
- Spačva
- Umago
- Zagabria

#### Grupa B
- Bjelovar
- RKHM Dubrovnik
- Moslavina
- Nexe Našice
- Sesvete
- Trogir
- Varaždin
- Zamet

## Albo d'oro
- 1992:  Zagabria
- 1993:  Zagabria
- 1994:  Zagabria
- 1995:  Zagabria
- 1996:  Zagabria
- 1997:  Zagabria
- 1998:  Zagabria
- 1999:  Zagabria
- 2000:  Zagabria
- 2001:  Zagabria

- 2002:  Zagabria
- 2003:  Zagabria
- 2004:  Zagabria
- 2005:  Zagabria
- 2006:  Zagabria
- 2007:  Zagabria
- 2008:  Zagabria
- 2009:  Zagabria
- 2010:  Zagabria
- 2011:  Zagabria

- 2012:  Zagabria
- 2013:  Zagabria
- 2014:  Zagabria
- 2015:  Zagabria
- 2016:  Zagabria
- 2017:  Zagabria
- 2018:  Zagabria
- 2019:  Zagabria
- 2020: annullata per via della pandemia di COVID-19
- 2021:  Zagabria

- 2022:  Zagabria
- 2023:  Zagabria
- 2024:  Zagabria
- 2025:  Zagabria